# Культура Пітерборо
Культура Пітерборо — археологічна культура (або, можливо, група культур) мисливців і збирачів Англії та Вельсу. Датується 4000-2000 до н. е.

## Опис
Відома по особливій «кераміці Пітерборо» — круглодонних і гостродонних посудинах, прикрашеним відбитками гребінчастого штампа та мотузки, а також полірованих кремінних ножів. Аналогічна кераміка виявлена в пам'ятках Кампінської культури в Північній Франції та культури Ертебелле в Скандинавії. 
Останні зразки кераміки Пітерборо знаходять в пам'ятках культури дзвоноподібних келихів. Згодом культура Пітерборо освоює примітивні види сільського господарства, з'являються вигнуті крем'яні серпи, виготовлені з цілісного шматка кременю.
Культура Пітерборо співіснувала з групою культур Віндмілл-Хілл — неолітичними прибульцями-хліборобами з континентальної Європи, проте значно відставала від віндміллхілльської культури за рівнем розвитку. На думку Кларка, мирне співіснування було обумовлено тим, що ці культури займали різні території, оскільки в Сассексі мисливці та збирачі займали низовини, а неолітичні землероби освоїли рівнини з вапняним ґрунтом .

## Див. Також
- Граймс-Грейвс
- Субнеоліт